# Star Wars: Aftermath
Star Wars: Aftermath, noto anche come Aftermath, è un romanzo di Guerre stellari di Chuck Wendig, pubblicato il 4 settembre 2015 da Del Rey Books. Il romanzo è ambientato subito dopo gli eventi del film Il ritorno dello Jedi del 1983, ed è il primo di una trilogia che esplorerà il periodo di tempo che intercorre tra l'Episodio VI e Il risveglio della Forza.
Il romanzo fa parte del progetto "Viaggio verso Star Wars: Il risveglio della Forza", un'iniziativa editoriale partita nel 2015 per collegare la trilogia originale a quella sequel. La serie Aftermath ripropone personaggi già visti come Wedge Antilles, un pilota di caccia Ala-X apparso nella trilogia originale, e l'ammiraglio imperiale Rae Sloane, introdotto come capitano nel romanzo Star Wars: Una nuova alba del 2014 di John Jackson Miller. Wendig introduce anche diversi nuovi personaggi, tra cui l'ex ribelle pilota Norra Wexley, suo figlio adolescente Temmin "Snap" Wexley, il cacciatore di taglie Zabrak Jas Emari, e il traditore Imperiale Sinjir Rath Velus, uno dei primi personaggi gay nell'universo di Guerre stellari.
Un seguito, Star Wars: Aftermath - Debito di vita (Aftermath: Life Debt) è stato pubblicato nel 2017, mentre il terzo e ultimo libro della serie, Star Wars: Aftermath - La fine dell'Impero (Aftermath: Empire's End), è uscito nel 2018.

## Storia editoriale
Il progetto "Viaggio verso Star Wars: Il risveglio della Forza è un'iniziativa editoriale, composto da "almeno" 20 romanzi e fumetti, destinata a collegare il film Il risveglio della Forza ai film della trilogia originale. L'iniziativa è stata annunciata da Disney Publishing Worldwide e Lucasfilm nel marzo 2015. Il romanzo, uno dei primi a far parte del progetto, ha il compito di collegare i film Il ritorno dello Jedi e Il risveglio della Forza. The Hollywood Reporter ha chiamato il romanzo "senza dubbio il fulcro della linea Viaggio". Nel luglio 2015, Del Rey ha confermato che Aftermath sarebbe stato il primo romanzo di una trilogia. È stato pubblicato il 4 settembre 2015, ed i titoli dei sequel sono stati annunciati al New York Comic nell'ottobre 2015. In Italia il romanzo è stato pubblicato nel febbraio 2016.
La serie Aftermath ripropone personaggi già visti come Wedge Antilles, un pilota di caccia Ala-X apparso nella trilogia originale, e l'ammiraglio imperiale Rae Sloane, introdotto come capitano nel romanzo Star Wars: Una nuova alba del 2014 di John Jackson Miller. Wendig introduce anche diversi nuovi personaggi, tra cui l'ex ribelle pilota Norra Wexley, suo figlio adolescente Temmin "Snap" Wexley, il cacciatore di taglie Zabrak Jas Emari, e il traditore Imperiale Sinjir Rath Velus, uno dei primi personaggi gay nell'universo di Guerre stellari.

## Trama

### Prima parte
È l'anno 4 ABY. La storia inizia su Coruscant, ex capitale dell'Impero Galattico. Un folto gruppo di persone si è radunato in Monument Plaza per assistere alla demolizione dell'iconica statua dell'Imperatore Palpatine. La statua all'inizio non cade, ma una volta incatenata a uno speeder, cede. La folla esplode in un applauso. Dal nulla arrivano tre agenti imperiali sugli speeder che fanno fuoco sulla folla. In preda alla rabbia la folla reagisce, lanciando pietre. Un uomo consegna al suo giovane figlio, Jak, una pietra da lanciare, rendendosi conto che questo è solo l'inizio di un'altra guerra.
Nell'Orlo Esterno, il Capitano Wedge Antilles esce dall'iperspazio di fronte al pianeta Akiva. Ha effettuato una ricognizione segreta per la Nuova Repubblica, alla ricerca di tracce dell'Impero nei mondi dell'Orlo Esterno: recenti informazioni vedrebbero ciò che resta dell’Impero dirigersi proprio in quelle zone poco conosciute per evitare la Repubblica. Le sue comunicazioni sono bloccate quando due star destroyer imperiali escono dall'iperspazio e intercettano la sua nave. Dà loro un nome falso, ma sulla nave Vigilance, l'ammiraglio Rae Sloane non casca nel tranello e attiva il raggio traente, attirando il piccolo Starhopper di Wedge verso lo star destroyer. Quando la sua nave è prossima all'atterraggio, Wedge la abbandona e la fa esplodere, ferendosi ma riuscendo comunque a fuggire nei condotti.
Anche Norra Wexley è in avvicinamento ad Akiva, il suo pianeta natale. Ha prestato servizio per l'Alleanza Ribelle per anni e ora che la guerra sta per concludersi, desidera tornare a casa da suo figlio. Due star destroyer lanciano una squadriglia di caccia TIE per impedire alla sua nave di attraversare il blocco, ma insieme al contrabbandiere Owerto Naiucho, Norra atterra in sicurezza sul pianeta dopo aver distrutto i TIE.
Sulla superficie di Akiva, Sinjir Rath Velus, ex Loyalty Officer dell’Imperial Security Bureau (l’ufficio del controspionaggio), siede in un bar a bere un giorno dopo l’altro. Un maschio Twi'lek di nome Orgadomo Dokura si avvicina e mostra a Sinjir l'ultima divulgazione della Nuova Repubblica: un olovideo di Leila Organa che parla della caduta dell'Impero Galattico e della distruzione della seconda Morte Nera. Sinjir ha già visto esplodere la Morte Nera; era sulla superficie di Endor quando è successo. Un ufficiale imperiale e due stormtrooper entrano e li vedono osservare il messaggio di propaganda ribelle. Sebbene Sinjir cerchi di defilarsi e di far finta di niente, il Twi'lek prende invece a insultarli. L'ufficiale imperiale reagisce agli insulti e scoppia una rissa: ma prima che Sinjir si renda conto di cosa stia facendo, l’ex spia mette fuori gioco l'ufficiale e i suoi stormtrooper, lasciando quindi il bar con il suo nuovo amico.
Su Akiva c'è anche Temmin Wexley, che gioca una partita a Galactic Expansion con un droide da interrogatorio che lui stesso ha riprogrammato. Tre criminali entrano, sgherri di Surat Nuat, un gangster originario di Sullust che opera su Akiva. Quando lo minacciano per aver rubato qualcosa di molto prezioso appartenente a Surat, Temmin li induce a controllare il suo droide da battaglia B1 modificato, Mister Bones. Temmin attiva Mister Bones, che affronta tutti e tre i delinquenti. Alcuni colpi vengono sparati dall'ingresso principale e quando Temmin guarda, è sorpreso di vedere sua madre, Norra Wexley.
Nel frattempo, un terzo star destroyer imperiale è arrivato nei cieli di Akiva. Questi star destroyer imperiali stanno portando sul pianeta il Grand Moff Valco Pandion, il generale Jylia Shale, lo schiavista Arsin Crassus e Yupe Tashu, un cultista Sith ed ex consigliere dell'Imperatore. Nel frattempo, Wedge Antilles sta strisciando nei pozzi di ventilazione della Vigilance, con l'ammiraglio Rae Sloane che lo cerca ovunque. Wedge raggiunge la stazione di comunicazione e cerca di inviare un messaggio alla Nuova Repubblica, ma non appena chiesto aiuto viene colpito alla spalla da un colpo di blaster sparato dalla stessa Sloane, che quindi lo porta con sé a bordo della sua navetta fino sul pianeta, dove incontrerà gli altri leader imperiali.
Su Akiva, Norra e Temmin condividono un breve abbraccio, grazie al quale Norra si rende conto che il figlio è diventato un uomo durante i tre anni in cui è stata lontano. Temmin manda via il signor Bones ordinandogli di sbarazzarsi dei corpi e mostra alla mamma il suo negozio, costruito nella vecchia casa di famiglia. Le rivela che vende cianfrusaglie al piano di sopra, ma anche che attraverso un passaggio segreto si accede al piano di sotto e ai suoi tesori, tra cui blaster, detonatori e… libri. Norra è scioccata e cerca di convincerlo a smettere quei pericolosi traffici, ma Temmin è furioso per l’abbandono subìto da parte del genitore, lasciato su Akiva per preferirgli l'Alleanza Ribelle. Rendendosi conto che non la ascolterà, Norra si scusa con il figlio ma subito dopo gli infila un ago nel collo, facendolo cadere a terra privo di sensi. L'obiettivo è salvarlo, portandolo via dal pianeta.
In un flashback, un padre di Saleucami e i suoi due figli stanno condividendo la cena. I due figli sono Dav, ex soldato dell’Alleanza Ribelle, e Webb, fedele sostenitore dell'Impero ed ex studente dell'Accademia Imperiale. Il padre sta dicendo di quanto sia contro la guerra e racconta la storia del vecchio Cut, un soldato che decise di non combattere. Un riferimento a Cut Lawquane, un soldato clone che abbandonò l'esercito dei cloni. I TIE imperiali appaiono nei cieli e Dav si rende conto che il fratello Webb lo ha denunciato all'Impero. Il padre di Dav dà a Dav il suo speeder e Dav fugge.
Di ritorno su Akiva, l’esperta cacciatrice di taglie Jas Emari osserva da lontano l'opulento yacht di Arsin Crassus, l'Arpa d'Oro, atterrare sul pianeta. È in attesa di ucciderlo per raccogliere la generosa taglia sulla sua testa. Poco prima di sparare, vede però atterrare più navi: il resto dei leader imperiali. Si rende conto che se riesce a catturarli o ucciderli tutti, raccoglierà una taglia ancora più grande, poiché sono tutti ricercati. Morna Kee, pilota dell'ammiraglio Sloane, si accorge della cacciatrice di taglie e la abbatte con un colpo di laser. Sloane si presenta agli Imperiali nel palazzo del Satrapo a Myrra, la capitale di Akiva, e dopo essere stata sommersa da domande in merito alla sparatoria fuori dal palazzo, rivela agli altri di aver fatto prigioniero Wedge Antilles. Sloane avverte una forte tensione da parte del Grand Moff Valco Pandion, che la vede chiaramente come una minaccia alle sue mire di potere su ciò che resta dell’Impero.
Sul pianeta di Naalol, il Cancelliere Mon Mothma visita il sito di una recente battaglia, la città è ancora in fiamme e i prigionieri vengono fatti marciare. I suoi due consiglieri principali, Hostis e Auxi, discutono con lei dei vantaggi di ridurre le dimensioni dell'esercito. Dopo aver visto come una piccola battaglia potrebbe cambiare per sempre la vita delle persone su questo pianeta, Mon Mothma si rende conto che la guerra non deve essere uno stato di esistenza costante e decide di proseguire con il voto per smilitarizzare i pianeti liberi.
Quando Jas Emari si sveglia dalla caduta trova Surat Nuat, il gangster di Akiva, e un gruppo di suoi delinquenti che la circondano. Surat pensa che Jas sia in combutta con il suo principale antagonista commerciale, Temmin, e la fa prigioniera. Il criminale ha paura della Nuova Repubblica, perché sa che con la legalità saranno presto repressi i suoi affari. Quando Surat torna al negozio di Temmin vi trova Sinjir Rath Velus, intento a cercare un modo per scappare dal pianeta prima che arrivino altri imperiali e che scoprano il suo tradimento. Quando Sinjir vede Jas ha un flashback di Endor: dopo che i ribelli fecero saltare in aria il generatore di scudi, notò proprio una cacciatrice di taglie di razza Zabrak fuggire dalla scena. Ora si rende conto che quella donna era quella che sta guardando adesso. Quando cerca di parlare con Surat per liberarla, Surat lo sospetta di tradimento e dice ai suoi criminali di sparargli. Sinjir evita di essere colpito, ma viene comunque messo fuori combattimento.
L'ammiraglio Ackbar è sulla sua nave ammiraglia Home One che fa pratica di abilità con un kar-shak (arma tipica di Mon-Cala) quando viene interrotto da Ensign Deltura, che gli dice che il capitano Wedge Antilles non risponde più alle sue comunicazioni e non si è registrato di recente. Ackbar invia squadre di ricerca alla ricerca del capitano perduto.

### Seconda parte
Quando Temmin si sveglia dall’effetto delle droghe si ritrova con sua madre su una navetta imperiale. Ha bisogno del suo aiuto per raggiungere uno dei mercantili in modo che possano sfuggire al pianeta, ma lui inizia a discutere, dicendole che non può lasciarsi alle spalle tutta la sua vita. Le dice che ha un piano, quindi esce dalla navetta e ruba uno speeder, attirando l'attenzione di un intero squadrone di stormtrooper. Due speeder lo inseguono da vicino, sparandogli colpi di blaster con l'intenzione chiara di ucciderlo. Invece di dirigersi nella foresta per disperderli, come suggerisce sua madre, Temmin si dirige in città, dove le strade sono larghe appena da consentirgli di navigare. Dopo aver seminato uno degli speeder degli stormtrooper, Temmin salta fuori dal suo, atterrando sull'altro speeder imperiale ed eliminando il pilota. Norra pensa ancora una volta di aver perso suo figlio.
Nel palazzo del Satrapo inizia l'incontro tra i leader dell'Impero. Il gruppo riunito è l'Imperial Future Council, o IFC, che ha l'obiettivo di pianificare il futuro dell'Impero. Alla notizia che i due caccia ribelli classe A-wing (quelli inviati da Ackbar) sono stati abbattuti dallo star destroyer Vigilance prima che potessero scappare per riferire quanto scoperto, tra i presenti sale la tensione. C'è poca fiducia tra i presenti e un costante atteggiamento di sfida per mostrare chi ha più potere. Pandion insiste sul fatto che Sloane porti allo scoperto l'intera flotta imperiale - che nel frattempo si nasconde - per sorprendere la Nuova Repubblica ma, alla fine, l'idea di Sloane di tenere da parte gli star destroyer imperiali in modo che loro non possano essere scoperti è quella condivisa, e con ciò lo spazio sopra Akiva è di nuovo libero.
Norra si precipita a casa di sua sorella, Esmelle. Invece di trovare Temmin lì, come aveva promesso, è sola. Temmin è infatti tornato al suo negozio, per spiare i criminali che lo stavano ancora saccheggiando. Per fortuna non avevano ancora trovato l'accesso al sotterraneo segreto del negozio. Incauto, cade dal tetto a causa della superficie scivolosa e il rumore attira l'attenzione di uno dei teppisti, che lo cattura. Poco dopo Norra si presenta in cerca di suo figlio e spara all'unico delinquente ancora lì che aveva provato a sorprenderla sparandole per primo.
Sinjir si sveglia in una gabbia: penzola dal soffitto al buio, e qualcuno gli sta lanciando addosso dei sassi. Quando si guarda intorno, vede che è Jas a tirargli le pietre. Jas usa un grimaldello che tiene nascosto in un finto corno in testa, poi va e lo libera. Vanno a casa di Surat e lo trovano in procinto di tagliare la lingua a Temmin, prima di ucciderlo. Jas spinge via Sinjir, stende uno dei teppisti di Surat e fila via con Temmin. Tuttavia, proprio mentre stanno per lasciare la cantina sopra la prigione di Surat, arriva un quartetto di stormtrooper. Sgattaiolano fuori dalla porta laterale, uccidendo uno degli sgherri di Surat, ma presto vengono spinti in un vicolo cieco. Jas lascia cadere il fulminatore in segno di resa, ma poi Temmin vede Mister Bones dietro gli Imperiali e gli sgherri: scoppia una rissa. Jas, Temmin e Sinjir sfuggono grazie alla sopraggiunta Norra, che in sella a uno speeder li scorta in salvo.
Mentre l'incontro continua con i leader dell'Impero, l’ammiraglio Rae Sloane si rende conto lentamente che nulla di importante ne verrà mai fuori. Pandion preferirebbe uno scontro frontale, mentre Tashu vorrebbe ritirarsi nell'Orlo Esterno, dove potrebbero concentrarsi sullo studio del lato oscuro della Forza. La discussione infuria ma non si giunge a conclusioni.
A Chandrila, durante mentre vengono trasmesse le ultime notizie, un cittadino arrabbiato lancia cibo marcio a Olia Choko, una rappresentante delle pubbliche relazioni della Nuova Repubblica. Invece di allontanare il cittadino, Olia lo chiama avanti, chiede di ascoltare le sue preoccupazioni, e poi gli propone di diventare membro del nuovo Senato per esprimere quelle preoccupazioni e far sì che trovino risposta. Il cittadino è sorpreso, ma coglie volentieri l'occasione.
Jas e Sinjir sono attorno a un tavolo, stanno esaminando una mappa di fortuna per pianificare un tentativo di cattura dell'Imperial Future Council. Con Norra, e in un secondo momento anche con Temmin, tutti discutono su cosa fare dell'incontro segreto che si sta svolgendo nel palazzo. Decidono di lavorare insieme, di dividersi la taglia e, cosa più importante, per Norra, di fare il proprio dovere verso la Nuova Repubblica.
Dopo non aver ricevuto risposta dai team di ricerca, l'ammiraglio Ackbar invia un droide sonda nel sistema Akiva per cercare ulteriori informazioni. L'ultima cosa che vuol fare è cadere in un'altra trappola dell'Impero. Il droide sonda trova tracce delle navi distrutte e riporta l'accaduto all'ammiraglio. Ackbar decide quindi di inviare un piccolo commando su Akiva per ottenere un rapporto sugli eventi che si stanno svolgendo lì.
Jom Barell è nell'atmosfera sopra Akiva. Lui e i suoi cinque compagni del commando saltano da una navetta in orbita ma proprio mentre si sganciano la navetta da cui sono saltati esplode. Jom vede solo il bagliore luminoso del turbolaser e uno dei suoi compagni incenerirsi. All'atterraggio sulla superficie di Akiva, Barell è l'unico rimasto in vita.
Sul pianeta Sevarcos, un sito in cui l'Impero utilizzava schiavi per estrarre spezie, sta avendo luogo una battaglia tra la Nuova Repubblica e l'Impero. Un gruppo di schiavi è al riparo dalla battaglia, indeciso sul da farsi. Uno di loro dice che devono scappare prima che l'Impero vinca e li rimandi nelle miniere. Tuttavia, un Wookiee tra loro suggerisce di unirsi alla battaglia, per andare in aiuto dei soldati della Repubblica e sconfiggere gli Imperiali. Esce, schivando il fuoco laser, per liberare alcuni Rancor tenuti prigionieri dagli schiavisti e mandarli sul campo di battaglia. L'inerzia della battaglia cambia e la Nuova Repubblica vince. Gli schiavi decidono di esplorare la galassia da soli, liberi di fare come vogliono ora.

### Terza parte
L'uccisione dei membri del commando repubblicano ha portato ancor più scompiglio all'interno dell'Imperial Future Council. Pandion suggerisce di combattere a testa alta la Nuova Repubblica, conscio che presto invieranno la loro flotta, ma il generale Jylia Shale crede che questo porterà alla sconfitta dell'Impero una volta per tutte. Sloane cerca di calmare tutti e fingere che non stia accadendo niente di brutto, e alla fine si accordano per rimettersi al lavoro. Nel frattempo, Jom Barell si riprende dal colpo preso per lo schianto e vede tre stormtrooper in piedi di fronte a lui: se ne sbarazza rapidamente nonostante il dolore causato dalle ferite, e comincia la sua missione.
Norra e Jas viaggiano insieme attraverso Myrra, la capitale di Akiva. Vedono un cittadino lanciare un frutto marcio contro un paio di stormtrooper, buon segno che il popolo è stufo dell'occupazione imperiale. Jas si dirige verso il negozio di Temmin, dove si sbarazza dei criminali che stavano tentando di farsi strada nel seminterrato nascosto del suo negozio. Quindi si dirigono verso il tetto, dove sono parcheggiati due caccia TIE. Mentre Norra distrae i piloti, Jas usa la sua abilità da cecchino per abbatterli. Norra quindi ruba uno dei TIE. Nel frattempo, Sinjir si dirige verso una stazione di comunicazione imperiale, passa i controlli - è pur sempre un ufficiale imperiale - e quindi chiede a due stormtrooper di vedere il loro ufficiale. Quando le scansioni assicurano l'identità di Sinjir Rath Velus, ritenuto morto in servizio, gli imperiali lo lasciano entrare. All'interno della stazione Sinjir ruba la pistola dell'ufficiale, gli spara alla schiena, quindi e Mister Bones salta dentro e si prende cura dei due stormtrooper. Dall'interno della stazione di comunicazione realizzano quindi un olovideo che mostra un presunto stormtrooper che spara a un bambino innocente e ride. Trasmettono questo video in tutta Myrra, piantando i semi per una violenta rivolta.
Sul pianeta Taris, tre membri dei Seguaci dell'Aldilà, adoratori Sith, acquistano una spada laser da un commerciante che afferma che questa appartenesse a Dart Fener in persona. Dicono che hanno intenzione di distruggerla, di modo che possa tornare al suo padrone anche nella morte. Tuttavia, sebbene la lama della spada laser sia effettivamente rossa, non vi è alcuna garanzia che fosse di Fener.
Alla stazione di comunicazione, Temmin, Sinjir e Mister Bones si dirigono verso il tetto per fuggire. Sentono il suono caratteristico dei caccia TIE, e due di questi appaiono nel cielo. Si riparano in fretta mentre il TIE inonda di laser la stazione di comunicazione con l'intenzione di distruggerla prima che possa essere diffusa ulteriore propaganda repubblicana. Mister Bones salta in aria al passaggio del secondo TIE; un terzo caccia TIE arriva a tutta velocità sparando al primo, cogliendolo di sorpresa e abbattendolo: Norra è entrata nella mischia. Si dirige verso il palazzo del Satrapo, ma è inseguita da altri due TIE. Ne abbatte uno, e mira quindi alle navette che sono l'unica salvezza degli Imperiali per fuggire dal pianeta. L'ammiraglio Sloane la vede da terra e, in fretta, fa fuoco da terra con un turbolaser, prendendo in pieno l'ala destra di Norra e costringendo il caccia a una spirale mortale. Norra, allora, punta alle navette imperiali come atterraggio dell'inevitabile schianto, mentre si chiede perché non abbiano pensato di dotare i caccia TIE di sistema di eiezione.
Rae Sloane guarda fuori dalle finestre del palazzo per costatare il danno effettivo. Tutte e tre le navette imperiali sono andate distrutte, ma per fortuna sa che lo yacht di Crassus - ancor in orbita - è funzionante. Nota una folla crescente fuori dal palazzo: Akivani pronti al cambio di regime stanno avanzando ruggendo per le strade. Sloane torna all'incontro e dice agli altri che è il momento di dirigersi allo yacht di Crassus, non appena arriverà sul pianeta.
Nell'iperspazio, Ian Solo e Chewbecca si stanno recando a Dasoor. Non appena fuori dall'iperspazio, ricevono una trasmissione da un vecchio amico di nome Imra. Questa Imra dice di avere un lavoro su Kashyyyk, pianeta natale dei Wookiee, ma la finestra di tempo è molto piccola. Ian dice a Imra di radunare tutti quelli che conosce, e dice a Chewbecca di convocare altri Wookiee liberati, in modo che possano dirigersi verso il pianeta per salvarlo una volta per tutte dalle grinfie dell'Impero. 
Quando il caccia TIE di Norra si era schiantato contro il palazzo del Satrapo, l'energia si era spenta temporaneamente, liberando Wedge dalle catene. Libero, il pilota si intrufola nel palazzo, evitando di essere catturato dagli stormtrooper che lo cercano. Incappato in un passaggio segreto, lo usa per tendere un'imboscata all'assistente personale di Sloane, Adea Rite, ferendola e rubando il suo oloschermo: con questo invia un messaggio alla Nuova Repubblica, invitando la flotta ad attaccare. Sloane trova il corpo con l'oloschermo acceso su una frequenza ribelle.
Nel frattempo, il team di Jas, Temmin, Sinjir e Mister Bones si riunisce. Temmin scoppia in lacrime quando la porta si apre e una figura si siede al tavolo con loro. Norra è ancora viva... i TIE allora ce l'hanno davvero il sedile di eiezione.
Su Coruscant, Jak cammina attraverso i livelli inferiori più pericolosi del pianeta. Oggi compie 13 anni. Una carta speciale gli permette di incontrare "The Thorn" ("La Spina", ovvero Talvee Chawin) a cui fa richiesta di un'arma dato che ha salvato la vita a uno dei suoi compagni più stretti. Vuole usarla per togliere energia al settore CoCo-Town di Coruscant (il Collective Commerce District) con l'aiuto della Brigata Anklebiter, un gruppo di ragazzini che combattono contro l'Impero.
Di nuovo su Akiva, il pianeta è in tumulto. La gente brucia effigi del Satrapo e di Dart Fener nelle strade, cantando e infuriando contro l'Impero. Jas osserva, orgogliosa di sé e dei suoi nuovi amici per aver acceso la scintilla che sta incendiando Myrra. Nel frattempo, Sinjir dice a Norra di fidarsi di lui, perché anche se è stato un imperiale, il suo compito era di cacciare altri imperiali, scovare in loro debolezze e quindi punirli di conseguenza. Quando Temmin ritorna dalla sua bottega con le mappe delle catacombe sotto Myrra, insieme progettano come sgattaiolare all'interno del palazzo usando proprio le catacombe. Tuttavia, il piano prevede di attraversare la vecchia fabbrica sotterranea di droidi, che si suppone sia infestata e dalla quale nessuno è mai tornato vivo. Useranno i detonatori termici provenienti dalla bottega di Temmin per crearsi un varco nei muri del palazzo una volta arrivati lì.
Su Naboo, due bambini della Brigata Anklebiter incontrano potenziali genitori, persone che potrebbero adottarli. Uno dei bambini si sente completamente a disagio con tutti i ricchi nobili intorno e decide di fuggire, sperando di trovare un trasporto di ritorno a Coruscant dove possa ricongiungersi alla guerra tra ribelli e Impero.
Su Akiva inizia il viaggio nelle catacombe. Jas prende da parte Temmin e gli chiede della cassa che porta con sé. Quando Temmin dice che è un'arma, lei non gli crede e la apre: dentro ci sono cubi di dati, e i due si accordano sul decodificare le informazioni contenute per venderli al cliente giusto non appena tutto sarà finito. Quando si avvicinano alla fabbrica di droidi, Sinjir fa domande a Temmin, pensando che nasconda qualcosa. Lancia un sasso all'ingresso della fabbrica dei droidi per dimostrare che non è infestata, ma un ululato meccanico che arriva dall'interno suggerisce il contrario e tutti si danno alla fuga.
L'ammiraglio Ackbar ha ricevuto la trasmissione di Wedge, un breve messaggio d'aiuto. Decide che è il momento di agire, e invia una piccola flotta su Akiva. Nel palazzo, Sloane sta ancora tentando di mantenere la calma mentre gli altri dell'IFC diventano sempre più irrequieti. La navetta impiega troppo tempo ad arrivare ma non si può fare nulla al riguardo. Decide allora di richiamare i tre star destroyer nel sistema, di modo da essere pronti alla battaglia.
Jas si gira verso l'orda in arrivo. Sembrano droidi con occhi infuocati e che emettono lamenti meccanici, ma corrono lungo le pareti come ragni. Jas si rende conto che non sono droidi, ma creature senza naso e con fauci aguzze, identificate da Temmin come Uugteen. Si avvicinano sempre di più, è un intero alveare, e lei non può fermarli. D'un tratto si rende conto di avere una scatola di detonatori. Tirando via Mister Bones, che è davanti a tutti per proteggere Temmin, estrae un detonatore dalla scatola, lo attiva e lo rimette nella scatola. Quando il tunnel esplode, si verifica un enorme crollo e gli Uugteen vengono bloccati. Senza più esplosivi per farsi strada nel palazzo, Sinjir decide che si dirigerà in superficie fingendosi un ufficiale. Il suo piano è di suggerire agli imperiali di aprire le porte delle catacombe dall'interno, dicendo loro che è l'unica strada per la salvezza.
Su Tatooine, un uomo di nome Adwin Charu, membro della nuova società mineraria Red Key, sta tentando di acquistare merci dai Jawas in uno dei loro enormi sandcrawler. Sapendo che ci sono veri tesori nascosti lì dentro, continua a dirgli che non vuole la spazzatura che hanno in mostra, ma senza successo. Un locale di nome Cobb Vanth gli si presenta e gli consiglia di costruire un rapporto di fiducia con i Jawas acquistando dapprima piccole cose. Gli dice che i tempi sono cambiati, che gli Hutt non sono più i padroni di Tatooine ora che Jabba è morto. Si offre di accompagnarlo a far spese. Presto iniziano a discutere di un set di armature mandaloriane rinvenuto sul posto e prima che Adwin possa metterci le mani, Cobb gli spara, ferendolo. Dice di essere lo sceriffo Cobb Vanth, e aggiunge che lui e altri come lui non lasceranno che i sindacati del crimine arrivino su Tatooine fingendosi compagnie minerarie e che conquistino il suo pianeta dopo la caduta del cartello Hutt.
Di nuovo su Akiva, Jom Barell sta cercando di portare a termine la missione da solo. Conosce le coordinate di uno dei turbolaser: l'obiettivo è di usarlo per abbattere qualsiasi nave imperiale. Nonostante sia ferito, elimina i tre stormtrooper che sorvegliano l’arma. Quando si siede nella consolle, si accorge di un grande yacht marcato da un codice imperiale che sta avvicinandosi al palazzo. Fa fuoco, ma invece di sparare contro la nave, il turbolaser emette uno schiocco, prova del fatto che è stato danneggiato dallo scontro con gli stormtrooper. Corre a ripararlo.
Jas, Temmin, Norra e Mister Bones sono in attesa di tendere un'imboscata agli stormtrooper fuori dal palazzo. Invece, gli stormtrooper li sorprendono alle spalle, bloccando qualsiasi via di fuga. A Norra si ghiaccia il sangue nelle vene quando sente dire ai soldati imperiali che Sinjir li ha venduti. Catturati, entrano nel palazzo come prigionieri e presto Sinjir viene spinto nel gruppo, le mani legate e il viso insanguinato. Temmin si alza e si avvicina a Sloane, chiedendole di onorare il patto stretto tra lui e il criminale Surat di cui Sloane è a conoscenza, e di lasciarlo andare con il droide e la madre in cambio di Jas e Sinjir ma Sloane rifiuta (Surat Nuat ha infatti un altro accordo con l’ammiraglio per vendere Norra, Sinjir e Jas all’Impero). Sotto shock, Temmin chiede aiuto al suo droide, che però viene distrutto prima ancora che possa muoversi: è Sloane stessa a sparargli sei colpi in testa. Gli imperiali trascinano quindi Temmin sul tetto con l'intento di giustiziarlo lanciandolo nel vuoto.
Lo yacht di Crassus arriva finalmente a palazzo. Quando alcuni manifestanti lanciano inutilmente pietre contro la nave, alcuni stormtrooper sparano contro la folla, sebbene Sloane non abbia dato alcun ordine. Gli stormtrooper gettano Temmin fuori dalle mura del palazzo ma il ragazzo atterra fortunatamente sulla folla, incolume. Temmin si arrampica sulle mura degli edifici cercando di raggiungere lo yacht che sta per decollare con a bordo i membri dell'IFC e i prigionieri catturati. Afferra la vibrolama di una guardia caduta e con un salto riesce ad agganciarsi alla nave. Entrato all’interno dello yacht da uno degli oblò, viene sorpreso immediatamente dagli stormtrooper, quindi si dà alla fuga.
Jom Barell non riesce a capire come far funzionare il turbolaser: frustrato, sbatte ripetutamente i pugni sulla console. All'improvviso, il turbolaser si attiva. Lo yacht viene colpito proprio nel mezzo; è danneggiato gravemente ma può ancora volare, sebbene sia quasi diviso in due. Gli stormtrooper che inseguono Temmin vengono sbalzati via dall’esplosione e Temmin riesce per un soffio ad aggrapparsi a qualcosa. Nel frattempo, la flotta ribelle arriva nello spazio sopra Akiva.
Su Bespin, nella Città delle nuvole (la capitale), un ricco uomo di Onderon osserva la sua casa saccheggiata dai ribelli. Rifiuta di arrendersi a loro, li chiama traditori e quando gli dicono che l'Imperatore è morto e che gli olovideo che lo mostrano vivo e in salute sono falsi, rifiuta di credergli. I ribelli lo fanno prigioniero.
Il comandante Kyrsta Agate guida le forze della Nuova Repubblica in battaglia. Le sorti della battaglia pendono rapidamente in loro favore. Sullo yacht dello schiavista Arsin Crassus, Temmin libera dalle manette i suoi amici. Schiantandosi, lo yacht è atterrato sulla Vigilance, uccidendo Crassus, ma permettendo a Jas di catturare anche il consigliere dell’imperatore Yupe Tashu e il generale Jylia Shale. L’ammiraglio Rae Sloane e il suo pilota, Morna, scappano su una navetta di classe Lambda, ma Norra rapidamente parte all’inseguimento con un caccia TIE rubato. Comunica subito con la flotta ribelle e dice loro che è lei a comando di quel TIE, di modo che gli altri caccia della sua squadriglia si uniscano a lei per inseguire la navetta. Durante la fuga, sulla navetta Lambda ricompare anche il Grand Moff Valco Pandion - sfuggito allo schianto - che tenta di prenderne il controllo. Sloane lo disarma e lo blocca. Quindi Rae fa esplodere la navetta, scappando in una capsula di salvataggio con Morna verso l'unico star destroyer ancora intatto, il Vanquish. Il Vanquish salta nell'iperspazio; è una grande vittoria per la Nuova Repubblica. Norra è rimasta ferita a causa dell'esplosione della navetta, ma non gravemente, così come Wedge Antilles, che decide di unirsi a Jas, Temmin, Sinjir, Jom e Mister Bones (rimesso a nuovo da Temmin) in una nuova missione per rintracciare obiettivi imperiali. Nel frattempo, Sloane è fuggita nella nebulosa Vulpinus, dove ciò che resta dell’Impero Galattico nasconde una flotta in continua crescita. Rae parla con l'ammiraglio della flotta Gallius Rax, il suo superiore, che le dice che la missione su Akiva è stato per lei un test ampiamente superato, che ha favorito l’eliminazione di figure imperiali troppo deboli per i progetti futuri.

## Accoglienza
Il romanzo ha debuttato al 4º posto nella lista dei Best Seller del New York Times, e al 4º posto su USA Today.
Jared Petty di IGN ha assegnato al romanzo un punteggio di 5.9 su 10, dicendo: "Star Wars: Aftermath è ben scritto ma è in definitiva deludente nel periodo post-Endor". Giorgio Bondì di Star Wars libri & comics ha un voto di 7 su 10, criticando soprattutto lo stile di scrittura difficile da seguire e la confusione della prima metà di libro.
Dopo aver riconosciuto Delian Mors del romanzo I signori dei Sith come primo personaggio gay nel canone di Guerre stellari, Anthony Breznican di Entertainment Weekly ha chiamato Sinjir Rath Velus di Aftermath "il primo grande eroe gay" del franchise. Dopo aver ricevuto qualche critica, Wendig ha difeso l'inclusione del personaggio sul suo blog, scrivendo: "Se si può immaginare un mondo in cui Luke Skywalker sarebbe irritato dalla presenza di gay intorno a lui, si è completamente perso il punto di Guerre stellari".